# Joey Pouw
Joey Pouw (13 juli 1995) is een Nederlands voetballer die als keeper bij Almere City FC speelde.

## Carrière
Joey Pouw maakte zijn debuut voor Almere City FC in de Eerste divisie op 31 augustus 2012, in de met 2-3 verloren thuiswedstrijd tegen FC Oss. Hij kwam in de 56e minuut in het veld voor Ricardo Kip, nadat keeper Erwin Friebel een rode kaart had gekregen. Ook Cees Toet en Charles Dissels kregen deze wedstrijd rode kaarten. In de zomer van 2014 vertrok hij naar VVSB, waarmee hij in de Topklasse speelde. Van 2015 tot 2017 speelde hij voor Ajax Zaterdag en sinds 2018 speelt hij voor NFC.

### Statistieken
| Seizoen                       | Club           | Land           | Competitie       | Competitie | Competitie | Beker | Beker | Totaal | Totaal |
| Seizoen                       | Club           | Land           | Competitie       | Wed.       | Dlp.       | Wed.  | Dlp.  | Wed.   | Dlp.   |
| ----------------------------- | -------------- | -------------- | ---------------- | ---------- | ---------- | ----- | ----- | ------ | ------ |
| 2012/13                       | Almere City FC | Nederland      | Eerste divisie   | 1          | 0          | 0     | 0     | 1      | 0      |
| 2013/14                       | Almere City FC | Nederland      | Eerste divisie   | 0          | 0          | 0     | 0     | 0      | 0      |
| 2014/15                       | VVSB           | Nederland      | Topklasse Zondag | 2          | 0          | 0     | 0     | 2      | 0      |
| Carrièretotaal                | Carrièretotaal | Carrièretotaal | Carrièretotaal   | 3          | 0          | 0     | 0     | 3      | 0      |
| Bijgewerkt op 4 december 2016 |                |                |                  |            |            |       |       |        |        |